# Джагер, Эван
Эван Риз Джагер (англ. Evan Reese Jager, род. 8 марта 1989 года) — американский легкоатлет, который специализируется в беге на 3000 метров с препятствиями, серебряный призёр Олимпийских игр 2016 года. Занял 6-е место на олимпийских играх 2012 года. На чемпионате мира 2013 года финишировал на 5-м месте.
5 сентября 2014 года занял 3-е место на мемориале Ван-Дамма с новым рекордом Северной Америки — 8.04,71.
В настоящее время проживает в Портленде.

## Достижения
- Чемпионат США 2009
- Чемпионат США 2012